# Елементарен заряд
Елементарният електричен заряд е фундаментална физична константа, единица за измерване на електрически заряд. Съгласно измененията в определенията на основните единици от SI, елементарният електричен заряд е точно равен на 1,602 176 634×10−19 С.
Носители на елементарен отрицателен заряд са електроните. Този заряд е тясно свързан с константата на тънката структура, описваща електромагнитното взаимодействие.
Елементарният заряд е измерен за пръв път през 1909 г. от Робърт Миликан.